# Styphelia exarrhena
Styphelia exarrhena är en ljungväxtart som först beskrevs av Ferdinand von Mueller, och fick sitt nu gällande namn av Ferdinand von Mueller. Styphelia exarrhena ingår i släktet Styphelia och familjen ljungväxter. Inga underarter finns listade i Catalogue of Life.